# 维塔利·霍岑科
维塔利·帕夫洛维奇·霍岑科（俄语：Вита́лий Па́влович Хоце́нко，1986年3月18日—）是在烏克蘭出生的俄羅斯政治家。
1986年出生於蘇聯烏克蘭的第聂伯罗彼得罗夫斯克（今第聂伯罗），其父帕维尔曾擔任過亚马尔-涅涅茨自治区内政部打击有组织犯罪部门的負責人。2008年，维塔利畢業於莫斯科國立大學社會學系。曾歷任亚马尔-涅涅茨自治区第一副区长顾问、斯塔夫罗波尔州的能源工业和通信部长等職務。
2022年6月8日，霍岑科當選顿涅茨克人民共和国總理。
2022年12月21日，霍岑科在俄占顿内次克參加德米特里·罗戈津的生日宴會，遭乌克兰武装部队以精确制导炮弹炸伤。
2023年3月29日，霍岑科被俄羅斯總統弗拉基米尔·普京任命為鄂木斯克州代理州長。
2022年俄羅斯入侵烏克蘭以後，他受到加拿大、歐盟、英國、瑞士、澳大利亞、日本和烏克蘭的制裁。